# Palacio de Naín
El Palacio de Naín es un edificio en la ciudad de Montería, departamento de Córdoba, Colombia, que sirve como sede administrativa de la rama ejecutiva del gobierno departamental. El Palacio de Naín está ubicado en la dirección Calle 27 No.3-28 de Montería.
El edificio es considerado un "Bien de Interés Cultural del Ámbito Municipal (BICM)" inventariado en el Plan de Ordenamiento Territorial (POT) de Montería.

## Historia
El palacio fue nombrado en honor al lugar llamado Naín, donde fue enterrado el Cacique Jaraguay que lideraba a los indígenas Sinú o Zenú. El nombre ha sido criticado por ser un "monumento a la crueldad, al crimen, a la ambición de tesoro y al desgobierno".
El departamento de Córdoba fue creado el 18 de junio de 1952, y los nuevos gobernantes proyectaron la creación de la sede administrativa del gobierno departamental. La obra fue construida bajo contrato por la empresa Seizer & Martelo, que la finalizó en 1956, y fue inaugurada por el entonces gobernador departamental Miguel García (1953-1957), y el dictador militar General Gustavo Rojas Pinilla.

### Remodelaciones
El 16 de septiembre de 2011, la gobernadora Marta Sáenz anunció que se habían hecho remodelaciones de la sede gubernamental.
Durante la tenuria de Edwin Besaile y su Secretario de Infraestructura Carlos Angulo Martínez, se gestionó y se llevó a cabo un proceso de remodelación en ocho pisos del edificio, a un costo de 2.400 millones COP.
El proyecto fue asignado el contrato SI-LP-016-2016 de mantenimiento y mejoras por un monto total de  3.320'931.070 COP trazado el 31 de diciembre de 2016 y fechado al 20 de abril de 2017.